# تاج پادشاهی باکجه
تاج پادشاهی باکجه به چندین اثر هنری کشف شده اشاره می‌شود که گمان می‌رود تاج پادشاهان، ملکه‌ها و نجیب‌زادگان پادشاهی باکجه است. برخی از تاجها از همان سنت تاجهای سیلا پیروی می‌کنند که در آن نقش و نگارهای درختان و نکات مربوط به روایات شمانیستی را به نمایش می‌گذارند. با این حال، الماس پادشاهان و ملکه‌ها نشان می‌دهد که مردم باکجه برای سرپوش سلطنتی خود یک سنت متمایز داشتند.

## نگارخانه

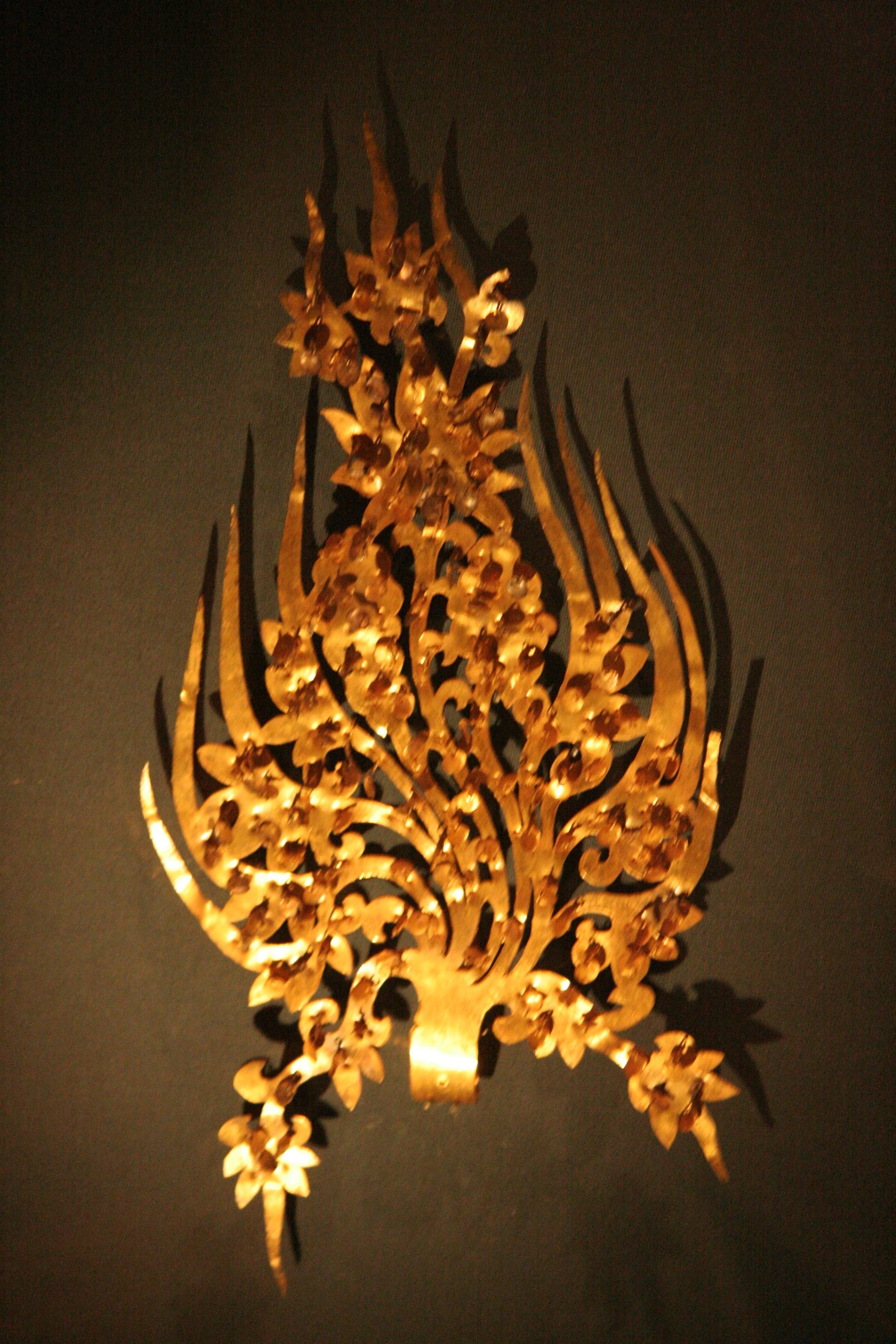
نزدیک یکی از زیور آلات الماس پادشاه موریونگ.
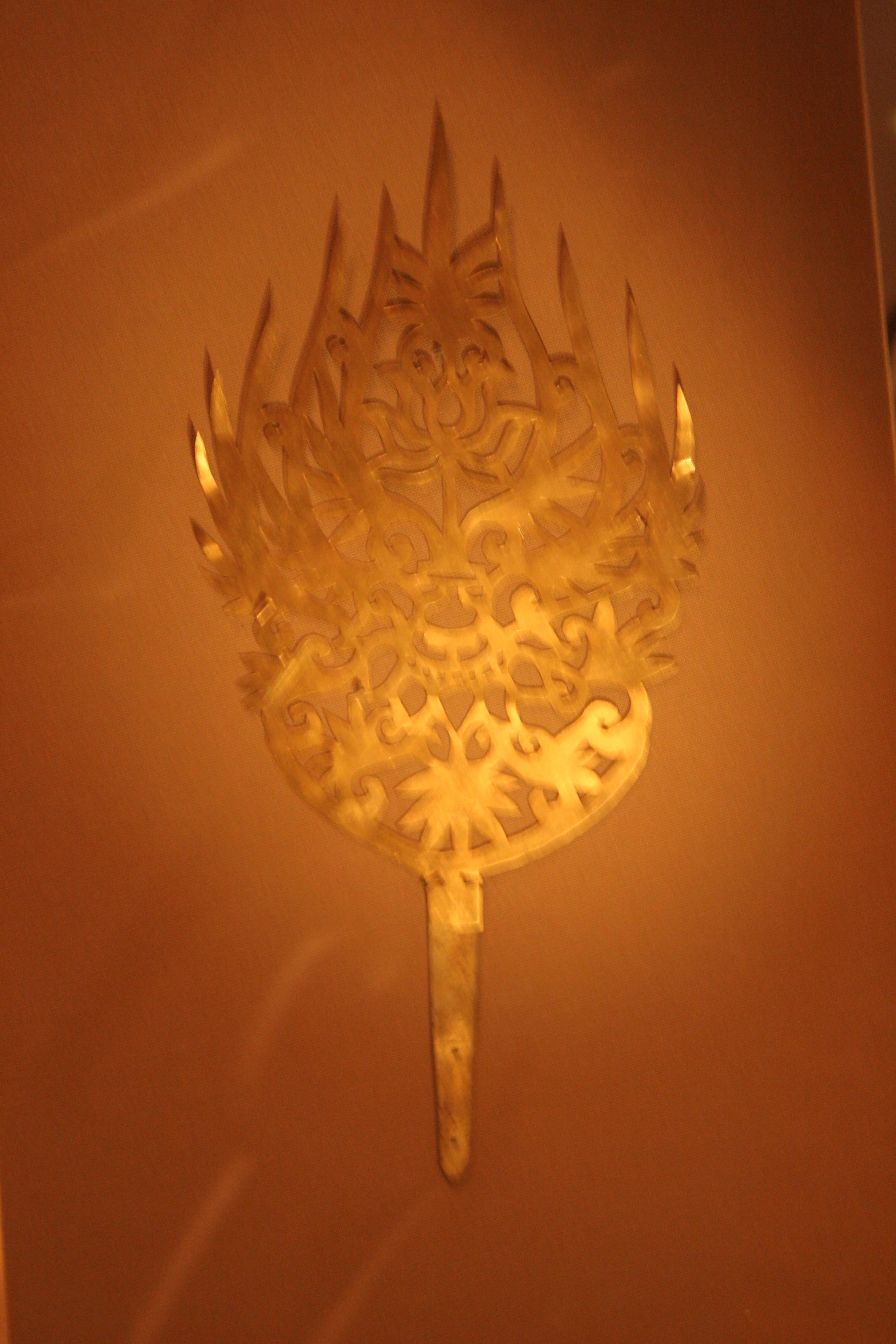
نزدیک یکی از زیور آلات ملکه از مقبره کاوش شده‌است.
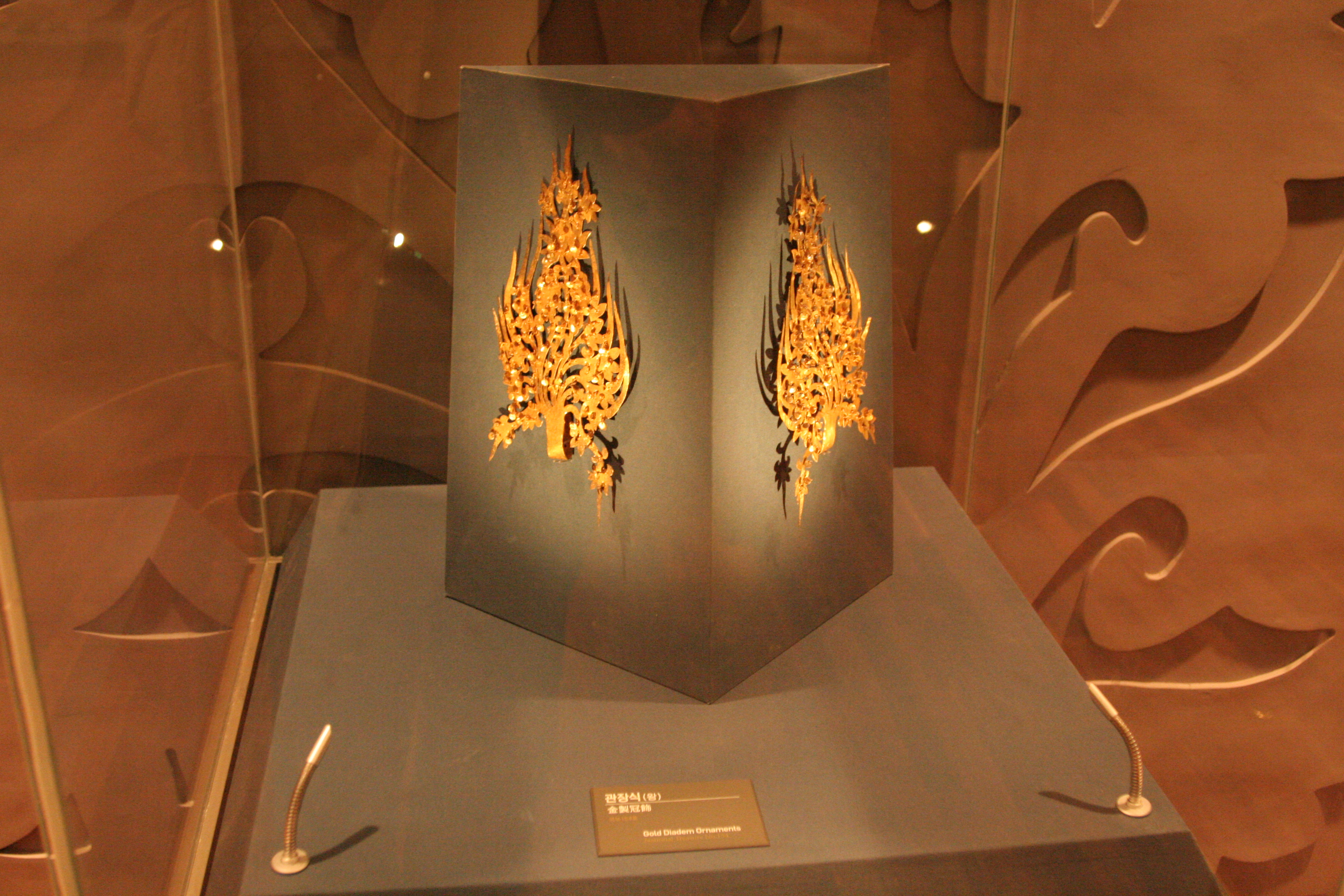
گنجینه ملی کره شماره ۱۵۴.
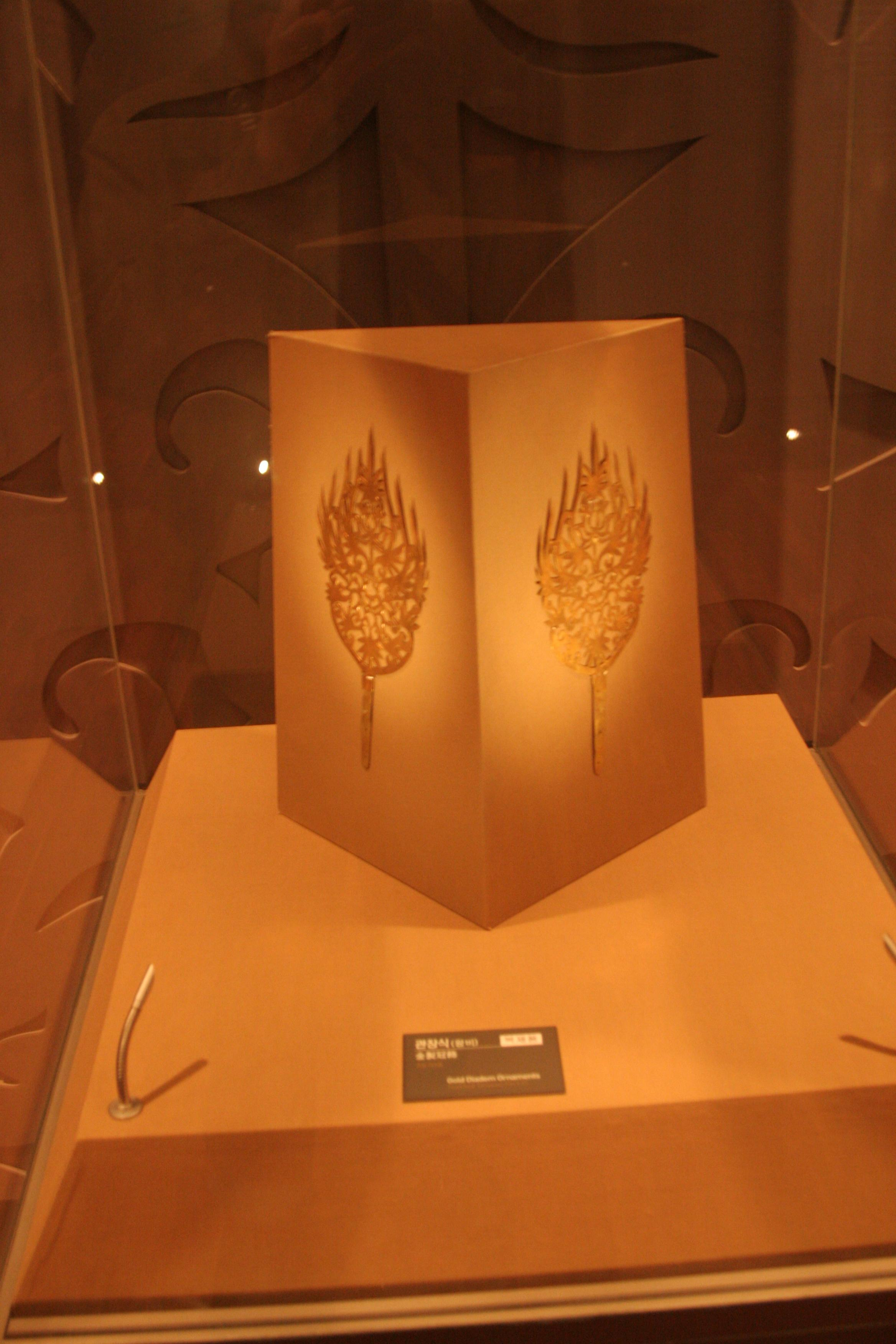
گنجینه ملی کره شماره ۱۵۵.
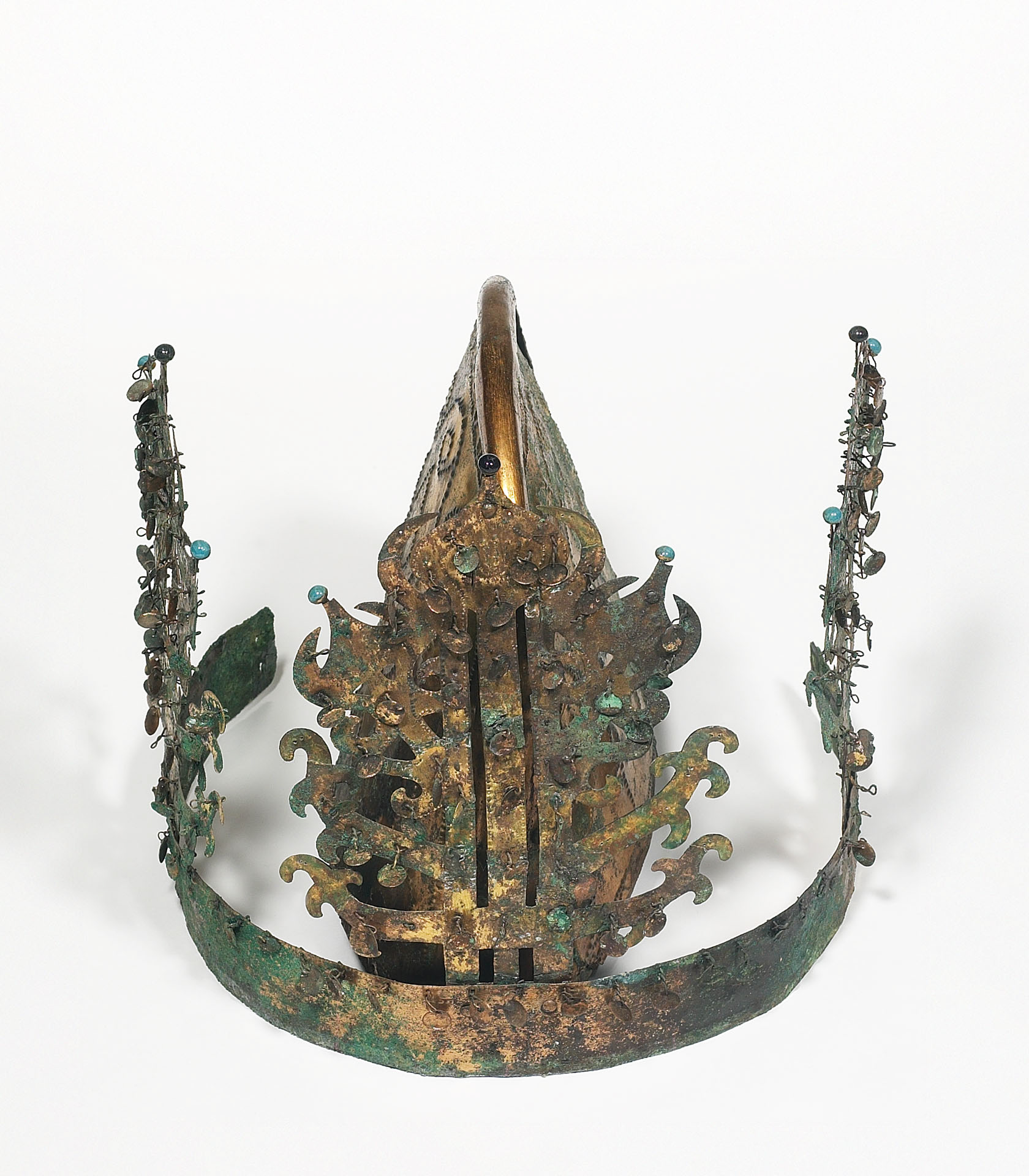
تاج گیل برنز از Sinchon-ri , Naju ، گنجینه ملی کره شماره ۲۹۵.